# Летка-Веке
Летка-Веке (рум. Letca Veche) — село у повіті Джурджу в Румунії. Входить до складу комуни Летка-Ноуе.
Село розташоване на відстані 42 км на південний захід від Бухареста, 40 км на північний захід від Джурджу, 149 км на схід від Крайови.

## Населення
За даними перепису населення 2002 року у селі проживали 1312 осіб. Рідною мовою 1311 осіб (99,9%) назвали румунську.
Національний склад населення села:
| Національність | Кількість осіб | Відсоток |
| -------------- | -------------- | -------- |
| румуни         | 1272           | 97,0%    |
| цигани         | 40             | 3,0%     |